# Нові Янковиці (Куявсько-Поморське воєводство)
Нові Янковиці (пол. Nowe Jankowice) — село в Польщі, у гміні Ласін Ґрудзьондзького повіту Куявсько-Поморського воєводства.
Населення — 358 осіб (2011).
У 1975-1998 роках село належало до Торунського воєводства.

## Демографія
Демографічна структура станом на 31 березня 2011 року:
|          | Загалом | Допрацездатний вік | Працездатний вік | Постпрацездатний вік |
| -------- | ------- | ------------------ | ---------------- | -------------------- |
| Чоловіки | 179     | 37                 | 125              | 17                   |
| Жінки    | 179     | 33                 | 109              | 37                   |
| Разом    | 358     | 70                 | 234              | 54                   |